# Франц Екерт
Франц Екерт (нім. Franz Eckert; 5 квітня 1852 — 8 серпня 1916 Сеул) — німецький композитор відомий як автор музики національних гімнів Японії (Кімі ґа йо яп. 君が代) та Корейської імперії (кор. 대한제국의 국가).

## Біографія
Народився у місті Нова Руда (нім. Neurode) провінції Сілезія у сім'ї судового службовця. Навчався в консерваторії Бреслау і вищій музичній школі м. Дрезден, після закінчення котрої служив військовим музикантом в Нисі. Згодом був призначений капельмейстером ІМВС до Вільгельмсгафена, де його помітили представники японського уряду й в 1879 році Екерта було запрошено до Японії як іноземного радника.

### В Японії

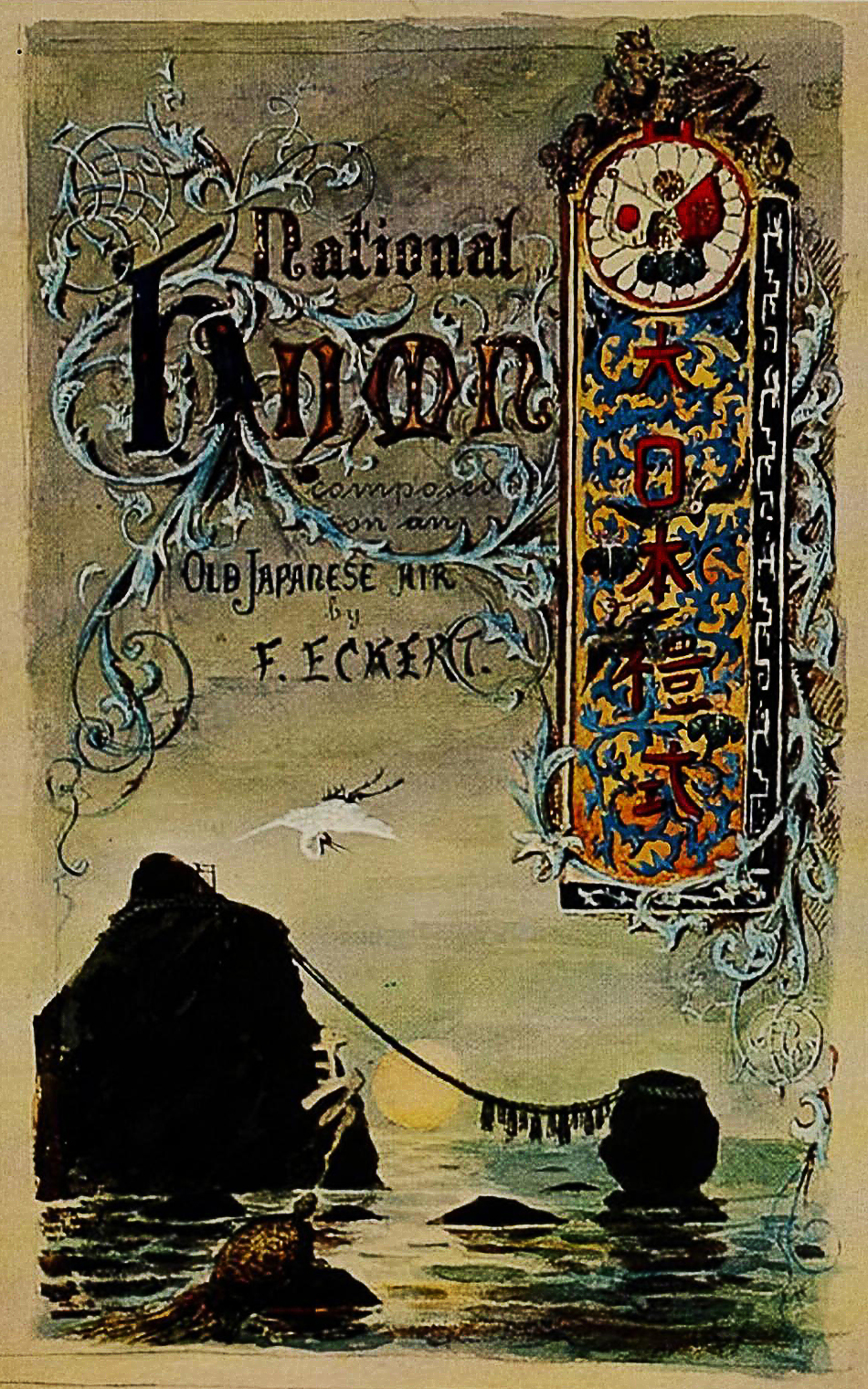
Обкладинка партитури гімну Японії муз. обробки Екерта.

Того ж року він прибув до Токіо і залишався в Японії протягом 20 років — спочатку його було призначено до Імперського флоту Японії де він в 1879—1880 р. диригував оркестр флоту, а потім працював в Міністерстві культури. У 1880 році він склав музику японського гімну «Кімі га йо» і представив його в палаці на день народження імператора Мейдзі 3 листопада. До Екерта існувало два варіанти гімну, написаних іншими композиторами. Обидва варіанти були відкинуті на користь музики Екерта.
У період між 1883 і 1886 роком композитор працював у Міністерстві освіти, та перебував на посаді голови Музичної атестаційної комісії духових та класичних колективів. У березні 1888-го Екерт приєднався до Департаменту класичної музики Управління Імператорського двору Японії, заснував оркестри імператорської гвардії Імператорської гвардії та Національної військової академії. У цей період він активно складає музику для імператорського двору і збройних сил — зокрема, йому належить авторство поховального маршу «Велика скорбота», написаного з нагоди смерті імператриці Ейсьо (вдови Комея). Він брав активну участь у складанні урочистої музики для двору та військових, а також впровадив в Японії цілий ряд західних музичних інструментів і музичних теорій.

### В Кореї

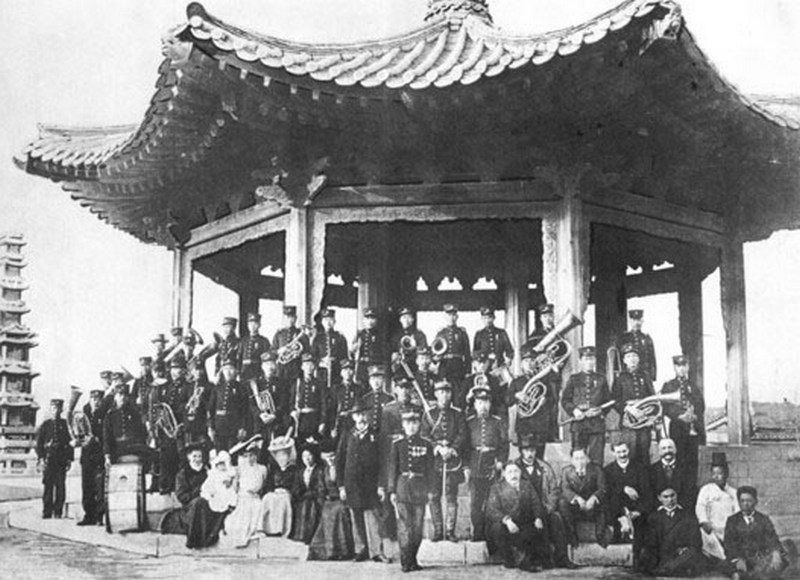
В Кореї під час святкування на честь дня народження Імператора Коджона.

Контракт Екерта з японським урядом закінчився в 1899 році, і він, разом зі своїми шістьма дітьми, повернувся до Німеччини. Однак на батьківщині він не затримався вже в 1901 році виїхавши до Кореї на запрошення уряду цієї країни. На новому місці композитор теж складав музику при дворі, керував оркестром при дворі Імператора та консультував корейців в галузі європейських музичних традицій. Незабаром його попрохали скласти музику для гімну Корейської імперії. 9 вересня 1902 гімн був представлений імператору Коджон. Втім оскільки в 1910-му році Корея була анексована Японією, то її власний гімн був заборонений, натомість лунав загальноімперський, написаний Екертом раніше — «Кімі ґа йо». Франц Екерт продовжив проживання в Кореї. У нього почалися проблеми зі здоров'ям. В 1916 році він пішов з посади диригента оркестру і того ж року помер в Сеулі у віці 65 років від раку шлунка.